# Estany dels Pedrons
L'Estany dels Pedrons és un llac d'origen glacial dels Pirineus, situat en el terme comunal de Porta, però a ran mateix del de Portè, tots dos de l'Alta Cerdanya, a la Catalunya del Nord.
És a a la zona nord-est del sector del terme de Porta que pertany a la conca de l'Arieja. És a ponent del Pic de la Mina, al nord-est del Pic dels Pedrons i al sud de la Coma dels Pedrons.
L'estany forma part de la conca alta del Riu Arieja, que discorre a ponent i al nord de l'estany.
Nombroses rutes excursionistes o d'esquí de muntanya passen ran d'aquest estany.